# 動乱（獣を野に放て）
『動乱（獣を野に放て）』 （どうらん けものをのにはなて、Give 'Em Enough Rope）はザ・クラッシュのセカンドアルバム。アメリカでは『白い暴動』に先行した公式デビューアルバムである。このアルバムは評論家やファンに受け入れられ、全英では最高2位、全米で最高128位になった。 

## 概要
1978年に「ローリング・ストーン誌」、「タイム誌」、イギリスの週間音楽紙「サウンズ」などで年間アルバムに投票された。
特に後者ではライターのデヴィッド・マクローチが「波打つ重金属 (swash-buckled heavy-metal)」と称し、「前回のLP以来最高のLPだ。個人的には過去に録音されたすべてのレコードを超えると思う」と絶賛した。
ジャケット画はジーン・グリーフ (Gene Greif) の手による。"The Last Trail"と名付けられた絵はがきの一部である。最初のアメリカ盤ではバンド名とタイトルがブロックキャピタル文字で書かれており、後の "faux-Chinese" フォントによるものとは異なっている。
最初のアメリカ盤では "All the Young Punks" （すべての若きパンクスども）が "That's No Way to Spend Your Youth" というタイトルでリリースされた。これは後に訂正されている。
「トミー・ガン」と「イングリッシュ・シヴィル・ウォー」がシングルとしてリリースされ、それぞれ全英チャートで19位と25位になった。
LP時のB面オープニング曲「屋根の上の殺し屋」は表向き、テロリズム・戦争・汚職への怒号であるが、直接的にはスコットランドヤードの対テロリスト武装警官がバンドのカムデン・マーケットの拠点を強襲したことを書いたものである。この事件はシムノンとヒードン（他友人3名）がリハーサルスタジオビルの屋上から空気銃でレース鳩を撃ったことにより逮捕され、750ポンドの罰金を課せられたというもの。
この曲のメインリフはザ・フーの "I Can't Explain" のモロな盗用である。
このアルバムのプロデューサー、サンディ・パールマンはストラマーの声をあまり好んでおらず、ミックス時に全曲にわたりドラムスの音量をボーカルより大きくした。

## 収録曲
特記の無い限り、ストラマーとジョーンズによる曲である。また、全曲クラッシュの編曲。「ステイ・フリー」をジョーンズが歌っている以外、すべてストラマーがボーカル。
1. セイフ・ヨーロピアン・ホーム (Safe European Home) - 3:50
2. イングリッシュ・シヴィル・ウォー（英国内乱） (English Civil War) - 2:35
3. トミー・ガン (Tommy Gun) - 3:17
4. ジュリーはドラッグ・スクワッドで働いている (Julie's in the Drug Squad) - 3:03
5. ラスト・ギャング・イン・タウン (Last Gang in Town) - 5:14
6. 屋根の上の殺し屋 (Guns on the Roof) （ストラマー、ジョーンズ、シムノン、ヒードン） - 3:15
7. ドラッグ・スタビング・タイム (Drug-Stabbing Time) - 3:43
8. ステイ・フリー (Stay Free) - 3:40
9. ケチな野郎のスーパー・スター (Cheapskates) - 3:25
10. すべての若きパンクスども (All the Young Punks (New Boots and Contracts)) - 4:55

## メンバー
- ジョー・ストラマー - ギター、ボーカル
- ミック・ジョーンズ - ギター、ボーカル
- ポール・シムノン - ベース
- トッパー・ヒードン - ドラムス